# Nura Farah
Pour les articles homonymes, voir Farah.
Œuvres principales
Nura Farah, née le 15 juin 1979 en Arabie saoudite, est une écrivaine finlandaise d'origine somalienne. Elle est l'auteure de Aavikon tyttäret qui peut se traduire par Les filles du désert (fi).

## Biographie
Nura Farah naît en 1979 en Arabie saoudite. Elle grandit en Somalie.
Elle émigre en Finlande avec sa mère et sa sœur à l'âge de 13 ans, en 1993, et vit à Helsinki. Elle travaille comme laborantine à l'Agence finlandaise de sécurité sanitaire de l'alimentation (EVIRA). Son père, resté en Somalie, décède d'une hémorragie cérébrale en 2000.
Elle milite au sein du syndicat du secteur public et de la santé (JHL), de l'Organisation centrale des syndicats finlandais (SAK) et du Parti social-démocrate de Finlande.
Elle est la première écrivaine somalienne à écrire en finnois. Comme d'autres auteurs somaliens en exil - Nuruddin Farah et Nadifa Mohamed en anglais, Igiaba Scego, Shirin Ramzanali Fazel (it) et Fatima Ahmed (it) en italien, Amal Aden en norvégien (le cas de Cristina Ali Farah, de père somalien et de mère italienne, est différent puisqu'elle est bilingue), Nura Farah écrit non pas en somali, sa langue maternelle, mais dans une langue d'adoption, en l'occurrence le finnois. Parmi ses références littéraires, elle cite les Finlandais Sofi Oksanen et Jari Tervo et la Nigériane Chimamanda Ngozi Adichie.
À l'instar de Waris Dirie, Ayaan Hirsi Ali et d'autres somaliennes, Nura Farah prend position sur des problèmes de société. Dans un entretien au quotidien Hufvudstadsbladet, elle s'oppose à l'excision et se félicite de la publication de photos dans la presse dans le cadre d'une campagne contre les mutilations sexuelles. Reprenant un discours habituel mais contesté, elle indique qu'au sein de la communauté somalienne de Finlande, ce sont les mères qui sont le plus attachées à l'excision et qui « craignent pour l'honneur de leurs filles », alors que les pères y sont souvent opposés.
Nura Farah souhaite faire connaître à ses lecteurs la culture somalienne, et notamment la tradition poétique de son pays d'origine, mais déplore que l'exercice de cette dernière y soit encore un domaine exclusivement masculin. Elle insiste aussi, dans ses déclarations, sur l'importance de l'appartenance clanique dans la société somalienne, souvent plus déterminante selon elle que la dimension religieuse dans les conflits qui ravagent ce pays.

## Publication
- Aavikon tyttäret (Les filles du désert)[1],[Note 1], Otava[7], Helsinki 2014.

### Résumé
L'action se déroule en Somalie à la fin des années 1940 et au début des années 1960, lorsque les Somalies italienne et britannique se dirigent vers l'indépendance. Les relations familiales, très fortement hiérarchisées, et la situation des femmes sont au cœur des préoccupations de l'auteure. Khadija, le personnage principal, perd successivement son père et son frère. Elle est élevée par sa mère, Hooyo Fatima, qui ne cesse de lui répéter à quel point il est dommage qu'elle soit née fille, la fait exciser et la marie de force à Keyse, un homme riche beaucoup plus âgé. La première épouse de ce dernier, Luul, déteste Khadija. Plus tard, lorsque Khadija donne deux fois de suite naissance à des garçons, sa mère s'intéresse de nouveau à elle. Keyse lutte pour la liberté de la Somalie mais une fois l'indépendance obtenue, il estime tout naturel que le clan auquel il appartient dirige le pays. Khadija rêve de devenir poète, domaine traditionnellement réservé aux hommes dans la société somalienne.
Cet ouvrage lui a été inspiré par l'enfance de sa mère, mais Nura Farah se définit elle-même comme « une enfant de la ville ».

### Réception
Dès sa parution, le roman rencontre un franc succès en Finlande puisqu'en février 2014, quelques semaines seulement après son lancement, il figure à la troisième place des ventes de livres dans ce pays. Un premier tirage de 2 000 exemplaires, rapidement épuisé, a été suivi d'un deuxième, de 1 500 exemplaires.
Aavikon tyttäret a fait l'objet d'articles dans les plus grands journaux finlandais : le Helsingin Sanomat, le Turun Sanomat, Uusi Suomi et le quotidien de langue suédoise Hufvudstadsbladet.
La sortie du roman est annoncée sur le site de la radio-télévision finlandaise, Yle. Nura Farah a été interviewée à cette occasion à la radio dans l'émission Viikon kirja (Le livre de la semaine). Une nouvelle émission lui est consacrée sur Lähiradio (fi) le 19 mars 2014.
Des critiques et recensions sont publiées sur des blogs littéraires,,.
Depuis sa sortie en février 2014, l'intérêt pour Les filles du désert et son auteure, Nura Farah, ne se dément pas: invitation à la radio de langue suédoise le 21 avril 2014, recensions dans la presse écrite (article de Simo Ortamo dans la revue Ydin en mai) et sur des blogs en juin.
Nura Farah est également invitée dans le cadre de la manifestation Le livre du mois au Centre culturel Stoa à Helsinki le 6 octobre 2014, à la Foire du livre d'Helsinki, et à une lecture-débat à la bibliothèque municipale de Turku le 29 octobre, dans le cadre d'une série de rencontres avec des écrivains d'origine étrangère écrivant en finnois.
L'audience de Nura Farah s'étend désormais aussi à son pays d'origine, où elle a été invitée, en compagnie d'autres personnalités finlandaises d'origine somalienne, à la Foire internationale du livre de Hargeisa Hargeysa International Book Fair (en) en août 2014.

## Prix et récompenses
- Prix Finlande, 2015